# Puerta de Sainz de Baranda
La Puerta de Sainz de Baranda es una puerta monumental que forma parte de los cierres de la verja del Parque del Retiro de Madrid, construida alrededor de 1950 en la calle de Menéndez Pelayo. Está integrada dentro del Paisaje de la Luz, un paisaje cultural declarado Patrimonio de la Humanidad el 25 de julio de 2021.

## Descripción
Se trata de una puerta de 4,75 m de altura por 4,00 m de anchura fabricada en rejería metálica de 0,05 m de grosor. Está situada sobre una escalinata de piedra que iguala el desnivel entre el parque y la vía pública. La puerta es de doble hoja, con la base ciega, decorada con una moldura de bronce, y barrotes en el resto, bajo un dintel de celosía metálico y adornado con puntas de flecha. La puerta se une con el resto de la verja mediante aletas del mismo material de hierro.
Entrando al parque, a la izquierda de la misma puerta, se encuentra la Biblioteca Pública Municipal Eugenio Trías en lo que fue la antigua Casa de Fieras del Retiro.

## Historia
Es una de las puertas abiertas en la verja oriental del Parque del Retiro de Madrid que da acceso a los vecinos del entorno de la calle Alcalde Sainz de Baranda. Esta puerta está ubicada en la calle de Menéndez Pelayo (anteriormente llamada calle del Límite) que recibió el nombre de Alcalde Sainz de Baranda en recuerdo del político español Pedro Sainz de Baranda, primer alcalde constitucional de Madrid tras la proclamación de la Constitución de 1812.
La Puerta de Sainz de Baranda, de propiedad municipal, fue construida alrededor del 1950 y es análoga en su traza a la inmediata Puerta de la Reina Mercedes.